# Pattabong Tea Garden
Pattabong Tea Garden è una suddivisione dell'India, classificata come census town, di 1.633 abitanti, situata nel distretto di Darjeeling, nello stato federato del Bengala Occidentale. In base al numero di abitanti la città rientra nella classe VI (meno di 5.000 persone).

## Geografia fisica
La città è situata a 27° 04' 43 N e 88° 16' 03 E.

## Società

### Evoluzione demografica
Al censimento del 2001 la popolazione di Pattabong Tea Garden assommava a 1.633 persone, delle quali 806 maschi e 827 femmine. I bambini di età inferiore o uguale ai sei anni assommavano a 125, dei quali 65 maschi e 60 femmine. Infine, coloro che erano in grado di saper almeno leggere e scrivere erano 1.220, dei quali 676 maschi e 544 femmine.